# Földrajzi név
Földrajzi névnek nevezünk minden olyan nyelvi alakulatot, amelyet a földfelszín természetes és mesterséges részleteinek azonosítására kisebb-nagyobb közösségek használnak. A földrajzi névvel jelölt részlet lehet a Föld vagy más égitest felszínén található objektum, terület. A földrajzi nevek (Bécs, Mátra, Dunántúl, Belső-Ázsia, Rákos-patak, Nagy-Ausztráliai-öböl, Ördög küllője, Tolna megye, Akácfa utca stb.) mind tulajdonnevek. 3 féle képpen írhatjuk: egybe, kötőjellel, külön.

## Földrajzinév-típusok
- Tájnevek

Tájneveken olyan földfelszíni és tengerfelszín alatti egységek neveit értjük, amelyek egymástól valamilyen természeti-, történeti- gazdaságföldrajzi, illetve néprajzi szempontok alapján elhatárolhatók.
- Településnevek

A településnevek, vagy más néven helységnevek, azoknak a társadalom által létrehozott objektumoknak a nevei, amelyek az ember lakó-, munka- és pihenőhelyéül szolgálnak. E névcsoport egyes tagjai minden ország törvénykezésében hivatalosan megállapított és dokumentált nevek.
- Igazgatási nevek

Az igazgatási nevek a társadalom által létrehozott mesterséges területegységek nevei. E területegységek minden esetben hivatalosan megállapított határral és névvel szerepelnek, ezért konkrét területábrázolású, felületre vonatkoztatott nevek.
- Víznevek

A víznevek körébe sorolunk minden olyan nevet, amelyek vízrajzi elemeket jelölnek.
- Közterületnevek

A közterületnevek minden településen a település önkormányzata által hivatalosan megállapított, dokumentált és általában a terepen is jelzett nevek.
- Földön kívüli alakzatok nevei

A Földön kívüli (extraterresztriális) alakzatok csoportjába tartozik minden olyan név, amely a Földön kívüli égitestekre és azok felszíni formakincsére vonatkozik. A Földön kívüli égitestek felszíni alakzatainak esetében a köznévi tag hivatalos alakja latin nyelvű. A nevek megállapítása a Nemzetközi Csillagászati Unió (International Astronomical Union, IAU) hatáskörébe tartozik. A nemzetközi névalakok magyar nyelvű használatáról ajánlás született.
- Közlekedési elemekre vonatkozó nevek

A közlekedési elemekre vonatkozó nevek csoportjába tartozik bármilyen név, amely útra, vasútra vonatkozik, a tömegközlekedési vonalak fel- és leszállóhelyeinek nevei, és az utakat jelölő számozások.
- Jellegzetes földrajzi pontok nevei

A jellegzetes földrajzi pontok a felszín olyan kiugró pontjai, amelyeket a tájékozódás megkönnyítésére egy közösség névvel látott el. Ide tartoznak a hegycsúcsnevek, a hágó- és szorosnevek, valamint a fokok nevei.
- Határnevek

A határ, mint területi fogalom, a település kataszteri területén belül, nem a belterülethez tartozó, általában mező- vagy erdőgazdasági művelés alatt álló terület. A határnevek ezen egységekre vonatkozó, természeti, társadalmi, gazdasági, birtoklási eredetű nevek.

## Földrajzi megjelölés
A földrajzi nevekhez hasonlóak, de nem csupán vagy nem teljesen a földfelszín részleteinek azonosítására szolgálnak a földrajzi megjelölések. Ezek lehetnek
- tulajdonnevek
  - intézményeket jelölő nevek (például Országos Széchényi Könyvtár, Amerikai Egyesült Államok)
  - intézményszerű létesítményeket jelölő alakulatok (például Keleti pályaudvar, Kerepesi temető)
  - egyéb mesterséges létesítményeket jelölő alakulatok (például Kossuth-szobor, Homoki malom)
- földrajzi névként használt köznevek (például Dombvidék, Főapátság, Diófa)

## Földrajzinév-tárak
Az általános földrajzinév-tárak a földrajzi elemek megnevezése mellett névváltozatokat, földrajzi koordinátákat és egyéb leíró adatokat is tárolnak.
A magyarországi hivatalos földrajzi nevek megállapításáról és nyilvántartásáról szóló rendeletek értelmében a Földrajzinév-bizottság és egyéb illetékes intézmények által megállapított neveket a Földmérési és Távérzékelési Intézet (FÖMI) tartja nyilván hivatalos Földrajzinév-tárában, azt folyamatosan vezeti, és nyilvánosságra hozza.

## Külső hivatkozások
- Wikisource: A földrajzi nevek helyesírásának egyes általános szabályai az MTA helyesírási szabályzatából
- Földrajzinév.lap.hu